# Краков
Кра́ков (пол. Krakówо файле [ˈkrakuf], лат. Cracovia, нем. Krakau [ˈkʁaːˌkaʊ̯], укр. Краків, идиш קראָקע ['krɔ.kə]; полное официальное название — Столичный королевский город Краков (пол. Stołeczne Królewskie Miasto Kraków)) — один из крупнейших городов на юге Польши, расположенный на реке Висле в 295 км от Варшавы. Административный центр Малопольского воеводства.
Население насчитывает 809 168 жителей (31 декабря 2024 год), вместе с ближайшими пригородами — свыше 1 000 000, является вторым по населению и площади городом Польши после Варшавы. Столица Польши с 1038 года по 1596 год, до 1734 года — место коронации польских королей. В 1815 году город был объявлен «вольным, независимым и совершенно нейтральным городом» (Краковская Республика) под покровительством России, Австрии и Пруссии, но в 1846 году он, по соглашению этих великих держав, был присоединён к владениям Австрии. Богат историческими памятниками, центр города занесён в Список объектов всемирного наследия ЮНЕСКО. Один из крупнейших научных, культурных, экономических и религиозных центров Польши, популярное место туризма.
Культурная столица Европы в 2000 году. По состоянию на 2024 год, 53 % площади города занято зелёными насаждениями (24-е место в рейтинге самых зелёных городов планеты).

## Этимология
Название происходит от личного имени Крак (основатель или владетель крепости, по легенде — князь, якобы правивший в VI—VII веках). Происхождение имени спорно: из славянского krak (ворон, совр. пол. kruk) или из кельтских языков.

## История Кракова

### Древняя столица Польши
О народной легенде, относящейся к основанию Кракова, см. Вавельский дракон. Учёные видят в этой легенде отголосок глубокой древности; некоторые, основываясь на филологических сближениях, относят образование её к той эпохе, когда славянское племя существовало в нераздробленном виде. Удачно расположенный на том месте, где Висла становится судоходной, Краков быстро рос и богател.
В 1000 году князь Польши Болеслав Храбрый основал в Кракове епископскую кафедру. В удельную эпоху в Кракове осело много немцев.
В 1241 году монгольские орды вторглись на территорию Польши и сумели разорить Краков.
Почувствовав своё значение и надеясь на поддержку князей Силезии, краковские немцы в 1311 году подняли бунт против короля Владислава Локотка, но были усмирены и наказаны лишением льгот и привилегий, а Владислав учредил в городе свою резиденцию.
С XIV века начинается постепенное возвышение Кракова. Владислав I Локоток делает этот город своей резиденцией (вместо Гнезно) и в 1319 году коронуется здесь. Казимир Великий украшает город новыми сооружениями и покровительствует развитию промыслов и торговли. В 1364 году Казимир III издал грамоту об основании Краковского университета. 14 февраля 1386 года в Кракове состоялось крещение литовского князя Ягайло и бракосочетание его с польской королевой Ядвигой. В эпоху Ягеллонов первенствующее значение Кракова окончательно упрочивается; город богатеет, число жителей его возрастает до 100 тыс. XV и XVI века считаются золотым веком Кракова. В это время в городе были созданы многие произведения ренессанса, в городе открывается печатный станок. В 1534 году организованы больницы для страдающих заразными, венерическими и психическими болезнями. С 1610 года резиденция королей переносится в Варшаву, но польские короли продолжают короноваться в Кракове. Частые нападения неприятелей постепенно подтачивали благосостояние города; в 1787 году Краков насчитывал 9,5 тысяч жителей.

### XIX век: вольный город, австрийское владычество
По третьему разделу (1795) Краков перешёл под власть Австрии; с 1809 по 1815 годы принадлежал к Варшавскому герцогству.
В силу Венского трактата 1815 года Краков был сделан вольным городом (независимая нейтральная республика Вольный город Краков; в территории его числилось 1220 км², с 140 тыс. жит.). Это имело благотворное влияние на город: Краков начал оправляться от былых невзгод. Законодательная власть находилась в руках народного собрания, исполнительная — в руках сената. Вследствие своего независимого положения, Краков стал приютом для всех, кто тяготился пребыванием на польских землях под иностранным владычеством. В 1830—1831 годах Краков примкнул к восстанию и был временно занят русскими войсками. Оккупация Кракова повторялась после того ещё два раза, несмотря на преобразования, произведённые в 1833 году в устройстве республики. Когда в 1846 году замышлялось восстание во всех частях бывшей Польши, Краков назначен был операционным пунктом для Галиции. Замысел не увенчался успехом, но правительства Пруссии, России и Австрии обратили внимание на неудобства, которые создаёт для них независимость Кракова, и, несмотря на протесты Великобритании и Франции, по венскому соглашению 6 ноября 1846 года, включили город в состав австрийских владений.
В 1850 году город пострадал от сильного пожара, было уничтожено около 160 зданий (примерно 10 %).
В конце XIX века в Кракове было 74 593 жителей (1890), из них 21 000 евреев. В промышленном отношении развивалась торговля хлебом, лесом, солью, особенно вывоз яиц и масла; производились машины, сукно, кожа. Город имел военное значение крепости.

### XX—XXI века
После восстановления независимости Польши в 1918 году Краков снова становится одним из важнейших городов возрождённого государства.
Уже в октябре 1918 года в Кракове был сформирован пехотный полк. С 8 февраля 1919 года он носил номер 8. 8 февраля 1919 года полк переименован в 13-й.
9 мая 1919 года в Модлине, Ломже и Варшаве начали формироваться 8-я пехотная дивизия (8 Dywizja Piechoty). В её состав вошли формируемые уже с 1918 года полки. 13-й пехотный полк формировался в Кракове, 21-й и 36-й пехотные полки в Варшаве, 33-й в Ломже и 8-й в Рембертове около Варшавы.
В 1923 году в городе происходит восстание рабочих, вызванное политическим и экономическим кризисом в стране.
В 1939—1945 годах оккупирован нацистской Германией. Являлся столицей генерал-губернаторства, колониальной администрации на территории Польши (здесь началось издание газеты «Krakauer Zeitung»). Нацисты арестовали 128 краковских учёных, приглашённых на встречу с администрацией, и отправили их в концлагерь. В городе создано Краковское гетто, куда были согнаны евреи, до этого проживавшие в значительной степени в районе Казимежа. Уничтожение евреев происходило в расположенном на территории города концлагере Плашов, а также в находившемся в 70 км от Кракова Освенциме.
18 января 1945 года войска 1-го Украинского фронта вошли в город, который практически не пострадал во время войны (было взорвано лишь несколько мостов через Вислу). Согласно одной из версий, которая активно поддерживалась во времена ПНР, это стало возможным благодаря совместной операции Красной Армии и польской Армии Крайовой, благодаря чему немцы не успели привести в исполнение отданный ранее приказ о взрыве Кракова при отступлении. Данная версия была отражена в фильмах «Майор „Вихрь“» (СССР, 1967) и «Сохранить город» (пол. Ocalić miasto, Польша-СССР, 1976), а также в телефильме «Семнадцать Мгновений Весны» (СССР, 1973), однако после распада социалистического блока её правдоподобность стала ставиться в Польше под сомнение. 11 августа 1945 года в Кракове произошёл еврейский погром. Эти события, а также антисемитская кампания, сопровождавшая политический кризис 1968 года, вынудила значительную часть евреев, уцелевших после Холокоста, покинуть Польшу.
В социалистической Польше усилилось промышленное значение Кракова, был построен ряд заводов, население города во второй половине XX века выросло вчетверо. После войны для «разбавления интеллигентности» Кракова на окраине начинается сооружение металлургического комбината Нова-Хута, образуется одноимённый город (позднее вошёл в состав Кракова). В 1980-х металлургический комбинат (HiL) был оплотом профсоюза Солидарность, центром забастовочного движения.
После крушения социалистического строя начинается активная декоммунизация названий объектов. В 1991 и 1993 годах в городе проходят саммиты Вышеградской группы.
3 августа 2006 года постановлением Сената Польши 2007 год был объявлен годом города Кракова.
25 мая 2014 года состоялся городской референдум, на котором краковяне высказались за строительство в городе метрополитена (55,11 % голосов), создание системы видеонаблюдения (69,73 % голосов), строительство новых велодорожек (85,2 % голосов) и против заявки Кракова на проведение зимних Олимпийских игр 2022 года (69,72 % голосов).
В июле 2016 года в Кракове прошёл католический Всемирный день молодёжи с участием папы римского Франциска.
В июле 2017 года в городе состоялась 41-я сессия Комитета всемирного наследия ЮНЕСКО.

## Политика и самоуправление
Краков — административный центр Малопольского воеводства и город с правами повята.
Исполнительную власть представляет Президент Кракова, в данный момент это Александр Мишальский, а законодательную — Краковский городской совет. Работой совета руководит председатель и несколько его заместителей.
В Кракове располагается резиденция Воеводы Малопольского, Управление маршала и Сеймик Малопольского воеводства.

## Административное деление
С 27 марта 1991 года Краков поделён на 18 самоуправляемых районов, обозначаемых римскими цифрами. В 2002 году городскими властями было принято постановление об официальном добавлении к районам названий после цифр, которые до этого использовались неофициально. Последнее на настоящее время изменение границ районов произошло 12 марта 2014 года.
| Районы Кракова: |
| - I район (Старе-Място) (пол. Dzielnica I Stare Miasto) - II район (Гжегужки) (пол. Dzielnica II Grzegórzki) - III район (Прондник-Червоны) (пол. Dzielnica III Prądnik Czerwony) - IV район (Прондник-Бялы) (пол. Dzielnica IV Prądnik Biały) - V район (Кроводжа) (пол. Dzielnica V Krowodrza) - VI район (Броновице) (пол. Dzielnica VI Bronowice) - VII район (Звежинец) (пол. Dzielnica VII Zwierzyniec) - VIII район (Дембники) (пол. Dzielnica VIII Dębniki) - IX район (Лагевники — Борек-Фаленцкий) (пол. Dzielnica IX Łagiewniki-Borek Fałęcki) - X район (Свошовице) (пол. Dzielnica X Swoszowice) - XI район (Подгуже-Духацке) (пол. Dzielnica XI Podgórze Duchackie) - XII район (Бежанув — Прокочим) (пол. Dzielnica XII Bieżanów-Prokocim) - XIII район (Подгуже) (пол. Dzielnica XIII Podgórze) - XIV район (Чижины) (пол. Dzielnica XIV Czyżyny) - XV район (Мистшеёвице) (пол. Dzielnica XV Mistrzejowice) - XVI район (Беньчице) (пол. Dzielnica XVI Bieńczyce) - XVII район (Взгужа-Кшеславицке) (пол. Dzielnica XVII Wzgórza Krzesławickie) - XVIII район (Нова-Хута) (пол. Dzielnica XVIII Nowa Huta) |

Используется также историческое деление города в 1951—1975 годах на 6 административных районов: Старе Място (Старый Город, пол. Stare Miasto), Звежинец (пол. Zwierzyniec), Гжегужки (пол. Grzegórzki), Подгуже (пол. Podgórze), Нова-Хута (пол. Nowa Huta), а также деление на 4 района с 1975 года: Срудмесьце (пол. Śródmieście), Подгуже, Кроводжа (пол. Krowodrza), Нова-Хута.
Большинство названий районов Кракова происходят от названий изначально отдельных поселений, которые на протяжении столетий включались в административные границы города.
В 2017 году Краков насчитывал 2712 улиц (из них 38 аллей и 8 бульваров) и 47 площадей (из них 6 c названием «рынок», пол. rynek).

## Климат
| Показатель                    | Янв.  | Фев. | Март | Апр. | Май  | Июнь | Июль | Авг. | Сен. | Окт. | Нояб. | Дек.  | Год   |
| ----------------------------- | ----- | ---- | ---- | ---- | ---- | ---- | ---- | ---- | ---- | ---- | ----- | ----- | ----- |
| Абсолютный максимум, °C       | 15,0  | 19,4 | 23,0 | 30,0 | 32,6 | 33,7 | 35,5 | 35,4 | 30,2 | 27,1 | 20,5  | 19,3  | 35,5  |
| Средний суточный максимум, °C | 1,0   | 2,5  | 7,5  | 14,0 | 19,4 | 21,9 | 24,2 | 23,7 | 18,4 | 13,6 | 6,5   | 1,8   | 12,9  |
| Средняя температура, °C       | −2    | −0,6 | 3,3  | 8,8  | 14,4 | 17,0 | 19,2 | 18,4 | 13,8 | 9,1  | 3,4   | −0,7  | 8,7   |
| Средний суточный минимум, °C  | −4,9  | −4   | −0,6 | 3,9  | 8,8  | 11,9 | 13,7 | 13,2 | 9,3  | 4,8  | 0,3   | −3,6  | 4,4   |
| Абсолютный минимум, °C        | −29,6 | −27  | −17  | −7   | −4   | −3,8 | 3,0  | 4,0  | −2   | −7,4 | −17   | −24,8 | −29,6 |
| Норма осадков, мм             | 39    | 33   | 39   | 47   | 82   | 90   | 85   | 74   | 61   | 41   | 41    | 38    | 670   |
| Источник: «Погода и климат»   |       |      |      |      |      |      |      |      |      |      |       |       |       |

### Окружающая среда
Согласно докладу Всемирной организации здравоохранения, в 2016 году Краков занял одиннадцатое место в списке самых загрязнённых городов Европейского союза. Географическое положение осложняет вентиляцию города, большой проблемой является смог, особенно во время отопительного сезона. Воздух загрязнён прежде всего частицами PM10 и PM2,5, а также токсичным бенз(а)пиренем
В дни особо сильного смога в краковском общественном транспорте вводится бесплатный проезд для владельцев автомобилей..

## Экономика
Комплекс Unity Tower был завершен в 2020 году после почти 30 лет строительства, создав новый деловой и жилой центр. Это второе по высоте здание в городе после Cracovia Business Center К1.
Краков является одним из важнейших экономических центров Польши и экономическим узлом Малопольского региона. С момента падения коммунизма частный сектор неуклонно растет. В городе насчитывается около 50 крупных транснациональных компаний, в том числе Google, Uber, IBM, Shell, UBS, HSBC, Motorola, Aptiv, MAN, General Electric, ABB, Aon, Akamai, Cisco, Hitachi, Altria, Capgemini и Sabre Holdings, а также другие британские, немецкие и скандинавские фирмы. В Кракове расположена штабквартира компании «Green Cell».
Краков является одним из центров совместного размещения Сообщества знаний и инноваций (Устойчивая энергетика) Европейского института инноваций и технологий (EIT).

### Туризм
В 2010 году город посетило 8,1 миллиона туристов, что является самым высоким показателем, число иностранных туристов достигло 2 млн.

## Достопримечательности
Город состоит из внутреннего города и семи предместий. Остатки крепости XV в.; 39 костёлов, много часовен, 25 монастырей, 7 синагог.
Широко известны собор святых Станислава и Вацлава XIV в., усыпальница польских королей, епископов и героев (см. Вавель), Готический костёл св. Марии (XIII в.); барочный костёл святой Анны, громадный замок XIII в. — резиденция польских королей; национальный музей с картинами Матейко, Семирадского и др. в здании XIII века; техническо-промышленный музей, архиепископский дворец, Музей Чарторыйских (предметы искусства).
В здании краковского Ягеллонского университета размещается и академия наук. Ягеллонская библиотека насчитывает около 300 000 томов и 5 000 рукописей.
Вблизи Кракова расположены несколько курганов (пол. kopiec) — два доисторических, названных в честь легендарных Крака и Ванды, и два мемориальных, созданных в новое время: Курган Костюшко (1820—1823) и курган Пилсудского (1934—1937, реставрировался в 1980—1990-е).
Ввиду остатков старины, которыми богат Краков, его иногда называют «польскими Афинами». Для патриотов в период раздела Польши (1795—1918) Краков, памятник величия государства и героических подвигов прошлого, был, кроме того, «польской Меккой», местом паломничества.
В самом центре Кракова располагается Краковский луг.
В 1978 году исторический центр Кракова стал одним из первых объектов, включённых в Список Всемирного культурного наследия ЮНЕСКО.
Считается[кем?] культурной столицей Польши. На 2000 год город был выбран одной из культурных столиц Европы.

### Музеи Кракова
- Археологический музей
- Архидиоцезальный музей имени кардинала Кароля Войтылы
- Королевский замок на Вавеле
- Еврейский музей «Галиция»
- Исторический музей
  - Звежинецкий дом
  - Барбакан
  - Подземелья Рынка
  - Поморская улица
  - Аптека под орлом
- Центр японского искусства и техники «Манггха»
- Музей витража
- Музей истории фотографии им. Валерия Жевуского
- Музей Польской Авиации
- Музей современного искусства
- Музей страхования
- Музей Ягеллонского университета
- Национальный музей в Кракове
  - Музей Чарторыйских
  - Библиотека Чарторыйских
  - Суконные ряды
  - Дворец епископа Эразма Цёлека
  - Дом Станислава Выспянского
  - Дом Яна Матейко
  - Дом Шолайских
  - Музей Чапских
  - Гостиница «Краковия»
- Этнографический музей им. Северина Удзели

### Туристические достопримечательности
- Старый город
- Вавельский замок
- Еврейский Казимеж
- Фабрика Шиндлера
- Картина «Дама с горностаем» кисти Леонардо да Винчи в Национальном музее
- Краковский зоопарк
- Збручский идол в Краковском археологическом музее.

Известные достопримечательности за пределами города включают соляную шахту Величка, Татры в 100 км к югу, исторический город Ченстохова (северо-запад), хорошо сохранившийся бывший нацистский концентрационный лагерь Освенцим и Ойцовский национальный парк.

## Транспорт
Краков является крупным транспортным узлом, транспортная система которого состоит из систем воздушного сообщения, железнодорожного, автомобильного и трамвайного транспорта.
Функционирует аэропорт Краков-Балице (пол. Port lotniczy Kraków-Balice).
Главная станция — Краков-Глувный. Другие станции: Краков-Батовице, Краков-Мыдльники.
Город является портом на Висле, в верховьях которой берёт начало Верхневислинский водный путь. Среди краковских мостов — Грюнвальдский, Дьявольский, Котлярский, Силезских повстанцев и Юзефа Пилсудского.

## Сотрудничество с другими городами
Сотрудничество различного рода установлено между Краковом и следующими городами:

### Города-побратимы
- Будапешт, Венгрия
- Киев, Украина
- Лёвен, Бельгия
- Милан, Италия
- Нюрнберг, Германия

### Почётные города-побратимы
- Куритиба, Бразилия
- Ла-Серена, Чили
- Кито, Эквадор

### Города-партнёры
- Бордо, Франция
- Инсбрук, Австрия
- Братислава, Словакия
- Вильнюс, Литва
- Гётеборг, Швеция
- Золотурн, Швейцария
- Куско, Перу
- Лейпциг, Германия
- Львов, Украина
- Орлеан, Франция
- Печ, Венгрия
- Рим, Италия
- Рочестер, шт. Нью-Йорк, США
- Сан-Франциско, США
- Тбилиси, Грузия
- Фес, Марокко
- Флоренция, Италия
- Франкфурт-на-Майне, Германия
- Эдинбург, Шотландия

### Сотрудничество с другими городами без официального соглашения
- Велико-Тырново, Болгария
- Вена, Австрия
- Загреб, Хорватия
- Дублин, Ирландия
- Нанкин, Китай
- Оломоуц, Чехия
- Севилья, Испания
- Страсбург, Франция
- Тарту, Эстония
- Тронхейм, Норвегия

### Планируемое сотрудничество
- Острава, Чехия

## Известные жители
В городе прожили большую часть жизни два нобелевских лауреата по литературе — Чеслав Милош и Вислава Шимборская, а также почётный гражданин Кракова Станислав Лем.